# Regione di Dakar
La regione di Dakar è una regione del Senegal situata nell'Occidente del paese. Il capoluogo Dakar è la capitale del Senegal e la città più popolata della regione e dello stato.

## Geografia fisica

### Confini
I confini della Regione di Dakar sono pochi poiché è la più piccola regione senegalese ed è situata in posizione remota. L'unico confine terrestre che ha è con la regione senegalese di Thies a Oriente; a Nord, Sud ed Occidente la regione è bagnata dall'Oceano Atlantico.

### Morfologia
La pianura occupa il 100% del territorio della Regione di Dakar, tale caratteristica ha fatto edificare molte città importanti come la capitale Dakar.

### Clima
Il clima è di tipo tropicale e le sue caratteristiche sono le frequenti precipitazioni e il caldo afoso ma soprattutto la presenza di due monsoni, ovvero due mesi che si suddividono in mese fresco e caldo.

### Suddivisioni
La regione è divisa in: 4 dipartimenti (elencati), 10 arrondissement e 9 comuni.
|  | - Dakar - Guédiawaye - Pikine - Rufisque |

## Società

### Etnie e minoranze straniere
L'etnia principale nella regione e in Senegal è quella Wolof (43%), seguono l'etnia Sérèr (15%), l'etnia Fula (23%), Peul, Mandingo e Diolo.

### Religione
La religione più praticata della regione del Senegal è il Sunnismo (96% della popolazione). Altri credi meno praticati presenti nel territorio sono il Cristianesimo (6%) e Animismo (2%).

### Lingue e dialetti
La lingua ufficialmente riconosciuta dal Senegal è il Francese. Il francese però non è la più parlata delle lingue, infatti esistono molte lingue nazionali che vengono parlate dal popolo. Esse sono il wolof, il pulaar, il mandinka e il soninke.